# Henrik Nilsson
Hans Henrik Nilsson (Nyköping, 15 de febrero de 1976) es un deportista sueco que compitió en piragüismo en la modalidad de aguas tranquilas.
Participó en cuatro Juegos Olímpicos: Atlanta 1996, Sídney 2000, Atenas 2004 y Londres 2012, obteniendo dos medallas en total, oro en Atenas 2004 y plata en Sídney 2000, ambas en la prueba de K2 1000 m. Ganó seis medallas en el Campeonato Mundial de Piragüismo entre los años 1997 y 2011, y dos medallas en el Campeonato Europeo de Piragüismo de 2002.

## Palmarés internacional
| Juegos Olímpicos   | Juegos Olímpicos             | Juegos Olímpicos  | Juegos Olímpicos |
| Año                | Lugar                        | Medalla           | Competición      |
| ------------------ | ---------------------------- | ----------------- | ---------------- |
| 2000               | Sídney (Australia)           | Medalla de plata  | K2 1000 m        |
| 2004               | Atenas (Grecia)              | Medalla de oro    | K2 1000 m        |
| Campeonato Mundial |                              |                   |                  |
| Año                | Lugar                        | Medalla           | Competición      |
| 1997               | Dartmouth (Canadá)           | Medalla de bronce | K2 200 m         |
| 1997               | Dartmouth (Canadá)           | Medalla de bronce | K4 500 m         |
| 2001               | Poznań (Polonia)             | Medalla de bronce | K2 500 m         |
| 2002               | Sevilla (España)             | Medalla de oro    | K2 1000 m        |
| 2003               | Gainesville (Estados Unidos) | Medalla de oro    | K2 1000 m        |
| 2011               | Szeged (Hungría)             | Medalla de plata  | K2 1000 m        |
| Campeonato Europeo |                              |                   |                  |
| Año                | Lugar                        | Medalla           | Competición      |
| 2002               | Szeged (Hungría)             | Medalla de oro    | K2 1000 m        |
| 2002               | Szeged (Hungría)             | Medalla de bronce | K2 500 m         |